# 新潟県道304号真野新町線
新潟県道304号真野新町線（にいがたけんどう304ごう まのしんまちせん）は、新潟県佐渡市内を通る一般県道である。

## 概要

### 路線データ
- 起点：新潟県佐渡市真野
- 終点：新潟県佐渡市真野新町（新潟県道65号両津真野赤泊線・新潟県道189号阿仏坊新町線交点）

## 地理

### 通過する自治体
- 新潟県佐渡市

### 接続する道路
- （起点：佐渡市真野、「真野御陵」前）
- 新潟県道65号両津真野赤泊線（佐渡市真野 - 佐渡市真野新町（終点）で重複）
- 新潟県道189号阿仏坊新町線（終点：佐渡市真野新町）

### 周辺
- 社団法人新潟県労働衛生医学協会 佐渡検診センター
- 新潟県厚生農業協同組合連合会 真野みずほ病院
- 佐渡市役所 真野行政サービスセンター（旧・真野町役場）
- 佐渡市立真野中学校
- 佐渡市立真野小学校
- JA佐渡 真野支店
- 真野郵便局
- フレッシュ・マツヤ 真野店（スーパーマーケット）
- 新町海水浴場
- 真野御陵（まののみささぎ） - 正式には順徳上皇火葬塚だが、御陵と同等の扱いで宮内庁書陵部で管理している。
- 真野宮 - 順徳上皇を祀った神社。